# Marina Wilke
Marina Wilke (n. 28 februarie 1958, Berlin, RDG) este o sportivă ce a reprezentat Republica Democrată Germană, medaliată olimpică. A participat la 2 ediții ale Jocurilor Olimpice (1976, 1980) în care a câștigat două medalii de aur.